# Ligyrus bituberculatus
Ligyrus bituberculatus är en skalbaggsart som beskrevs av Palisot De Beauvois 1805. Ligyrus bituberculatus ingår i släktet Ligyrus och familjen Dynastidae. Inga underarter finns listade i Catalogue of Life.